# Tmarus lichenoides
Tmarus lichenoides là một loài nhện trong họ Thomisidae.
Loài này thuộc chi Tmarus. Tmarus lichenoides được Cândido Firmino de Mello-Leitão miêu tả năm 1929.